# Love Action (I Believe in Love)
"Love Action (I Believe in Love)" es una canción del grupo británico de synth pop The Human League, lanzado como single en el Reino Unido en julio de 1981. Se convirtió en el primer éxito de Top 10 de la banda, alcanzando el número tres en el UK Singles Chart. 
La canción fue escrita conjuntamente por el cantante Philip Oakey y el teclista Ian Burden. Cuenta con la voz principal de Oakey, coros femeninos de Susanne Sulley y Joanne Catherall, y sintetizadores analógicos de Jo Callis, Philip Adrian Wright e Ian Burden. Las cajas de ritmos, la secuenciación y la programación fueron proporcionadas por el productor Martin Rushent y su entonces ingeniero y programador David M. Allen. 
Uno de los sonidos de sintetizador más notables de la grabación utiliza el convertidor de tono a voltaje y el modelador de envolvente del sintetizador modular Roland System 700. El rasgueo de guitarra de Jo Callis se introdujo en el sintetizador y se usó para dar forma y disparar los sonidos, produciendo un parche de sintetizador inusual entrecortado y rasgueo.

## Posición en listas
- Nueva Zelanda (Recorded Music NZ) - 21
- Australia (Kent Music Report) - 12
- Irlanda (Irish Singles Chart) - 11
- Reino Unido (Official Charts Company) - 3

## Composición
"Love Action (I Believe in Love)" fue la segunda de las tres canciones del álbum Dare que se lanzaron antes del álbum en 1981. Fue lanzado como un sencillo de doble cara A con la canción que no forma parte del álbum "Hard Veces". En los EE. UU. "Love Action (I Believe in Love)" / "Hard Times" llegaron a las listas de baile dos veces: en 1981, las pistas alcanzaron el número treinta y siete, y un año después, volvieron a entrar en las listas de baile y alcanzó su punto máximo en el número cincuenta y siete.
La canción es un relato semiautobiográfico de las relaciones de Oakey. Oakey a menudo se refiere a sí mismo y en un momento usa la letra "este es Phil hablando". La línea se inspiró en la línea de Iggy Pop "Jesús, esto es Iggy". The Human League había apoyado previamente a Iggy Pop en vivo. Oakey toma prestado de otra de sus influencias y el título "Love Action (I Believe in Love)" llevando el nombre de la canción de Lou Reed "I Believe in Love". La canción contiene otra referencia críptica a Lou Reed en la letra, "Creo lo que dijo el anciano". 

## Lanzamiento
El lanzamiento del sencillo fue ampliamente publicitado en la prensa musical a principios de agosto de 1981, destacando también la cara B "Hard Times" y la cara A, y al hecho de que un sencillo "limitado" de 12 estará disponible como "Hard Times / Love Action" en "Disco Mix y Odd Mix", aunque estos nombres no se utilizaron para el lanzamiento real. El sencillo fue designado como 'Red' en el efímero autoimpuesto de Human League. sistema de etiquetado de 'Azul' para canciones pop y 'Rojo' para pistas de baile. 
El sencillo llegó al número 3 en las listas de éxitos del Reino Unido y colocó a The Human League a la vanguardia de la atención de los medios. También renovó la fe de Virgin Records en la banda y garantizó el lanzamiento del álbum que se convertiría en Dare, solo cuatro meses después.
"Love Action" fue el 34º single más vendido en el Reino Unido en 1981.  La canción ocupó el puesto número 5 entre las diez mejores "Pistas del año" de 1981 por NME.  

## Video
Originalmente, la canción fue lanzada sin un video promocional; En ese momento, los videos promocionales todavía eran raros, muy caros y solo las bandas de muy alto perfil los recibían. En este punto, Human League no era lo suficientemente comercial como para justificar el gasto de un video. En cambio, se utilizó un video de las apariciones televisivas de la banda para promocionar la canción (principalmente una aparición en Top of the Pops).
Tras el gran éxito de "Don't You Want Me", se filmó un vídeo de "Love Action" en retrospectiva para el lanzamiento del sencillo en Estados Unidos en 1982. La trama se basa libremente en la película de 1967 El graduado. La escena de apertura es una copia exacta de la escena de la iglesia de la película con Oakey tomando el papel de Dustin Hoffman. La mayor parte del video fue filmada en una propiedad municipal abandonada del sur de Londres, mientras que las escenas de la iglesia se filmaron en St Saviour's, Warwick Avenue.
La mayor parte del tiempo de cámara femenina fue para Joanne Catherall, con un vestido de novia durante la primera mitad. Las escenas de Susan Ann Sulley involucraban principalmente que ella tuviera una rabieta y lanzara objetos por un piso. En un momento de la escena, accidentalmente logró anotar un golpe directo en la cámara y un miembro del equipo de producción con una lámpara voladora. Ella rompió momentáneamente su carácter y se encogió cuando se dio cuenta de que acababa de golpear a uno de los miembros de la tripulación.
- Datos: Q3099246